# Leandro Fernández
Leandro Sebastián „Coti” Fernández (ur. 25 maja 1983 w Rosario) – argentyński piłkarz grający na środkowego obrońcy.
Ze względu na pochodzenie przodków posiada również obywatelstwo włoskie.

## Kariera klubowa
Fernández pochodzi z miasta Rosario. Jest wychowankiem klubu Club Atlético Newell’s Old Boys. W sezonie 2001/2002 zadebiutował w jego barwach w Primera División – liczył sobie wówczas 18 lat. W pierwszych trzech sezonach nie odnosił jednak sukcesów i zajmował z Newell’s Old Boys miejsca w środku tabeli. Dopiero w fazie Apertura sezonu 2004/2005 wywalczył mistrzostwo Argentyny, ale jego dorobek w całym sezonie to zaledwie pięć rozegranych meczów. Latem 2005 Leandro za około 1,8 miliona euro przeszedł do stołecznego River Plate, jednego z najbardziej utytułowanych klubów świata. W River Plate spędził tylko fazę Apertura 2005, w której klub zajął 6. miejsce.
Na początku 2006 roku Fernández znów zmienił barwy klubowe i wyjechał do Rosji. Za 3 miliony euro trafił do Dynama Moskwa, gdzie stał się podstawowym zawodnikiem zespołu. W Priemjer-Lidze zadebiutował 18 marca w zremisowanym 1:1 meczu z Szynnikiem Jarosław. W całym sezonie zdobył 2 gole w 25 meczach i pomógł Dynamu w utrzymaniu w lidze.
| Sezon   | Klub              | Kraj      | Rozgrywki        | Mecze | Bramki |
| ------- | ----------------- | --------- | ---------------- | ----- | ------ |
| 2001/02 | Newell’s Old Boys | Argentyna | Primera División | 11    | –      |
| 2002/03 | Newell’s Old Boys | Argentyna | Primera División | 17    | –      |
| 2003/04 | Newell’s Old Boys | Argentyna | Primera División | 11    | –      |
| 2004/05 | Newell’s Old Boys | Argentyna | Primera División | 5     | –      |
| 2005/06 | River Plate       | Argentyna | Primera División | 19    | –      |
| 2006    | Dinamo Moskwa     | Rosja     | Priemjer-Liga    | 25    | 2      |
| 2007    | Dinamo Moskwa     | Rosja     | Priemjer-Liga    | 25    | –      |
| 2008    | Dinamo Moskwa     | Rosja     | Priemjer-Liga    | 28    | 4      |
| 2009    | Dinamo Moskwa     | Rosja     | Priemjer-Liga    | 27    | 3      |
| 2010    | Dinamo Moskwa     | Rosja     | Priemjer-Liga    | 20    | 3      |
| 2011/12 | Dinamo Moskwa     | Rosja     | Priemjer-Liga    | 30    | 2      |
| 2012/13 | Dinamo Moskwa     | Rosja     | Priemjer-Liga    | 27    | –      |
| 2013/14 | Dinamo Moskwa     | Rosja     | Priemjer-Liga    | 13    | 1      |
| 2014/15 | Newell’s Old Boys | Argentyna | Primera División |       |        |

## Kariera reprezentacyjna
W 2003 roku Fernández wystąpił z młodzieżową reprezentacją Argentyny U-20 na mistrzostwach świata U-20 w ZEA. Wraz z rodakami zajął tam 4. miejsce. W 2004 roku został powołany na listę rezerwową do reprezentacji olimpijskiej na igrzyska olimpijskie w Atenach. W tym samym roku został powołany na Copa América 2004, jednak nie zdołał zaliczyć debiutu w pierwszej reprezentacji i cały turniej przesiedział na ławce rezerwowych, a Argentyna wywalczyła wicemistrzostwo kontynentu.